# Salival
Salival – box set zespołu Tool, wydany w roku 2000. Do płyty CD dołączony został nośnik DVD lub kaseta VHS z teledyskami zespołu oraz 56-stronicowa książeczka.

## Lista utworów
1. "Third Eye" (live) – 14:05
2. "Part of Me" (live) – 3:32
3. "Pushit" (live) – 13:56
4. "Message to Harry Manback II" – 1:14
5. "You Lied" (live) – 9:17
6. "Merkaba" (live) – 9:48
7. "No Quarter" – 11:12
8. "L.A.M.C." – 10:53
  - zawiera ukryty utwór "Maynard's Dick".

Teledyski na dołączonym nośniku
1. "Ænema"
2. "Stinkfist"
3. "Prison Sex"
4. "Sober"
5. "Hush" (tylko na płycie DVD)

## Twórcy
- Danny Carey – perkusja
- Justin Chancellor – gitara basowa
- Maynard James Keenan – wokal
- Adam Jones – gitara